# Prąd znamionowy cieplny
Prąd znamionowy cieplny (ang. rated conventional thermal current) - jest to największa dopuszczalna przez wytwórcę wartość skuteczna prądu występującego w aparacie elektrycznym lub urządzeniu elektrycznym, który w określonych i w ciągu określonego czasu nie powoduje w żadnej części tego aparatu lub urządzenia przekroczenia dopuszczalnego dla tej części przyrostu temperatury.